# Melaloncha browni
Melaloncha browni är en tvåvingeart som beskrevs av Giar-Ann Kung 2008. Melaloncha browni ingår i släktet Melaloncha och familjen puckelflugor. Inga underarter finns listade i Catalogue of Life.